# آنگل چرونکوف
آنگل چرونکوف (بلغاری: Ангел Димитров Червенков؛ زادهٔ ۱۰ ژوئن ۱۹۶۴) بازیکن فوتبال اهل بلغارستان است.
از باشگاه‌هایی که در آن بازی کرده است می‌توان به باشگاه فوتبال زسکا صوفیه اشاره کرد.
وی همچنین در تیم ملی فوتبال بلغارستان بازی کرده است.